# NGC 1425
NGC 1425 är en spiralgalax i stjärnbilden Ugnen. Den upptäcktes den 9 oktober 1790 av William Herschel. 